# La Miche de pain
La Miche de pain est une revue hebdomadaire puis un catéchisme en quatre volumes publié à partir de 1934 par Marie Tribou née de Baillencourt dit Courcol, avec des illustrations en couleur d'Odette Fumet.
Il est devenu immédiatement le catéchisme le plus diffusé en France à cette époque.

## Livre d'enseignement du catéchisme
La première série est parue à partir du 20 septembre 1934 jusqu'au 9 juin 1935 sous forme de fascicules hebdomadaire de douze pages au format in-12° italien (horizontal) édité par l'Imprimerie Saint-Pierre à Langres, pour l’enseignement à domicile du catéchisme aux petits enfants à partir le l'âge de six ans. Cette imprimerie fondée par Pierre Maitrier (1856-1906) et dirigée à cette époque par le chanoine Gustave Mugnier (1882-1958), éditait La Croix de la Haute-Marne, L'Ami du paysan, L'Ami du clergé.
Il y avait trente-six fascicules par an qui pouvaient être réunis dans un classeur mobile en carton gaufré ou reliés en toile sous cartonnage illustré du type bande dessinée pour former quatre volumes :
- Catéchisme illustré 1re année, Langres, 1935, 214 p.
- Catéchisme illustré 2e année
- Catéchisme illustré 3e année, Paris, La Librairie Catholique, 1937.
- Histoire sainte, Paris, La Librairie Catholique, 1938.

## Auteurs

### Marie Tribou
Marie Tribou, née en 1880, est la fille de Victor de Baillencourt dit Courcol et de Louise Pagnez. Elle s'est mariée en février 1901 à François Tribou, avocat, dont elle a eu six enfants. Elle leur faisait le catéchisme ainsi qu'à d'autres enfants, en rédigeant le texte et en réunissant des illustrations qu'elle décalquait et que les enfants emportaient chez eux pour les colorier. Devant le succès, elle commença en 1932 à diffuser des cahiers pour chaque leçon. Ne pouvant répondre à la demande, ils donnèrent lieu à une impression professionnelle à partir de septembre 1935. Elle est morte en novembre 1946.

### Odette Fumet, l'illustratrice
Odette Fumet  (Paris 1911- Montréal 1995), fille de François Fumet, ingénieur, et de Berthe Manger, est née le 8 janvier 1911 à une heure du matin, au 40, rue de Peuplier, 13e arrondissement de Paris.
Elle pratiqua le dessin, parallèlement à ses études scolaires, d’abord en leçons privées puis à l’Académie Julian de Paris,,.
Elle suivit aussi des cours de gravure sur bois à Paris avec M. Renefer, alors directeur artistique aux éditions Flammarion, des cours d’illustration avec M. Laleau, de modelage avec M. Navelier et également, les cours de dessin par correspondance A.B.C. avec Henri Gazan (1887-1960).
M. Robert Lambry la forma à l’enseignement du dessin, ce qui lui permit de professer cet art à l’Union familiale, centre de formation pour jardinières d’enfant, et au cours Montalembert en banlieue de Paris. Elle illustra, pendant trois ans les trois tomes de La Miche de Pain, puis celui de l'Histoire sainte,,.
Elle s'est mariée à Paris, le 27 juillet 1937, avec Rodolphe Vincent, illustrateur québécois venu suivre des cours à l'École Estienne,,, et a continué sa carrière au Canada.

## Postérité
La Miche de pain  a donné lieu à plusieurs rééditions au même format, avec le même texte et des nouvelles illustration comme celles de Joëlle d'Abadie chez l'éditeur Élor, 2004 (573 pages), 2006 (576 pages), Histoire sainte (640 pages), soit avec un nouveau texte comme en 1975 sous le titre La Nouvelle Miche de pain chez l'éditeur Pierre Téqui qui propose depuis 2005 La Miche de pain - Carnet de dessin 1re année, et La Miche de pain - Carnet de dessin 1re année de Damez.

## Adaptations
L'éditeur Élor publie cinq volumes de coloriages de Marie Tredez intitulés Je colorie l'Histoire sainte d'après La Miche de pain.

### Rééditions
- La Miche de pain réédition avec nouvelles illustrations
- La Nouvelle Miche de pain réédition avec adaptation, aux éditions Pierre Téqui